# 赤斑笋螺
赤斑笋螺（学名：Hastula rufopunctata），是新腹足目笋螺科花笋螺属的一种。主要分布于越南、韩国、台湾，常栖息在浅海砂底。